# Лань (Минская область)

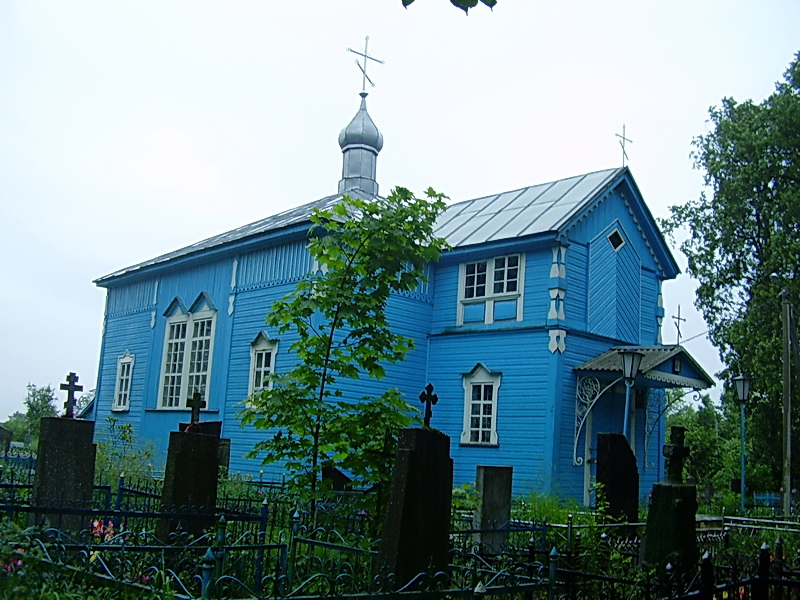
Покровская церковь

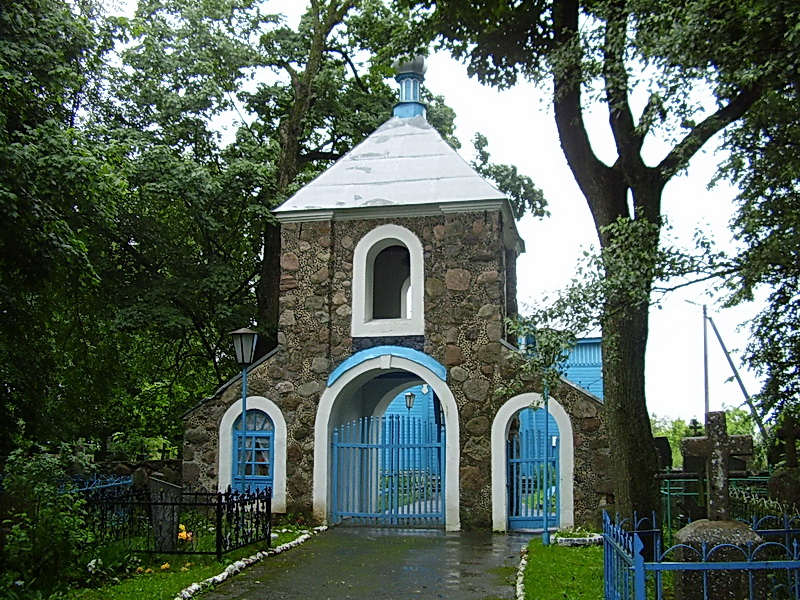
Брама-колокольня

Лань (бел. Лань) — агрогородок в Несвижском районе Минской области. Центр Ланского сельсовета. Население 805 человек (2009).

## География
Лань находится примерно на полпути между Несвижем и Клецком, расстояние до обоих городов около 8 км. Лань находится на глобальном водоразделе Чёрного и Балтийского морей, по южной окраине села течёт в своём верхнем течении река Лань (бассейн Днепра), а северо-восточнее села начинаются ручьи, текущие в реку Уша (бассейн Немана). В селе Лань — две запруды, одна на реке Лань, вторая на небольшом ручье, впадающем в неё. По западной окраине агрогородка проходит автодорога Р12 (Несвиж — Клецк), прочие местные дороги ведут в окрестные деревни. Ближайшая ж/д станция в Клецке (линия Барановичи — Слуцк).

## Достопримечательности
- Покровская церковь (1844 год). Деревянная православная церковь, памятник архитектуры деревянного зодчества. Включена в Государственный список историко-культурных ценностей Республики Беларусь. Рядом с церковью каменная брама-колокольня из бутового камня.